# William Etty

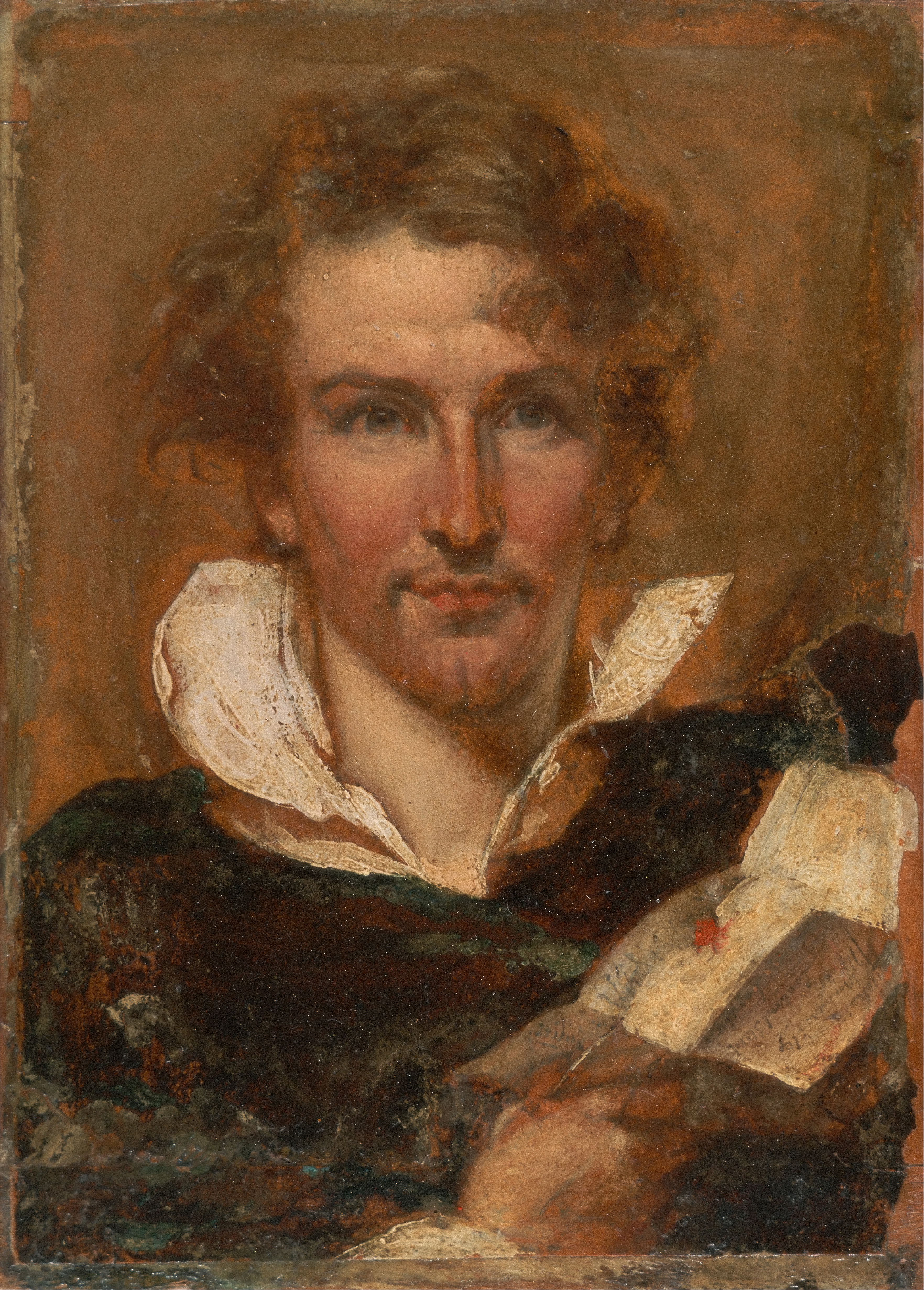
William Etty

William Etty (* 10. März 1787 in York; † 13. November 1849 ebenda) war ein englischer Maler der Romantik, der vor allem für seine Aktbilder bekannt war.

## Leben

### Frühe Jahre
William Etty wurde 1787 in York als Sohn eines ehemaligen Müllers geboren, der es in London als Bäcker mit einem von ihm entwickelten gewürzten Brot zu etwas Reichtum gebracht hatte. Mit elf Jahren zog William Etty bei seinen Eltern aus und begann seine zeichnerische Ausbildung. Nach sieben Jahren zog er dann nach London zur Fortsetzung der Ausbildung. Bei seinem Onkel, der ebenfalls als Maler tätig war, begann Etty mit der Malerei von Naturstudien und nach Modellen, aber auch mit den Kopien älterer Werke, um seinen Stil zu trainieren. Ein Bild namens Cupid and Psyche zeigte er dem Maler John Opie, der ihn daraufhin für die Royal Academy of Arts vorschlug.

### Studium und Ausbildung

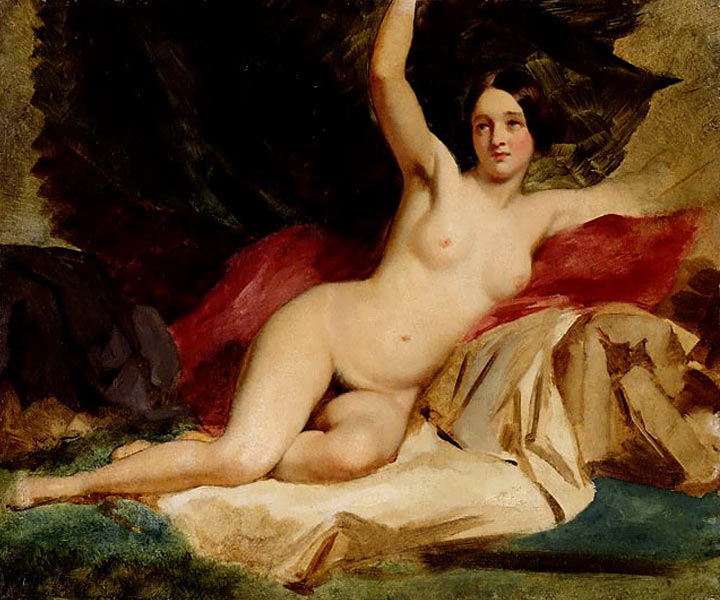
Female Nude in a landscape 1820

William Etty begann sein Studium der Malerei an der Royal Academy of Arts um 1807 und war unter anderem ein Schüler von John Flaxman und John Opie. Vor allem Thomas Lawrence, bei dem er ein Jahr arbeitete, beeinflusste ihn stark. Finanziert wurde das Studium von seinem Onkel, und zu seinen Mitschülern gehörten einige Maler, die es später zu Weltruhm brachten, darunter David Wilkie, John Constable, Benjamin Robert Haydon und William Collins. Etty entwickelte sehr schnell seinen eigenen Stil, der Erfolg blieb jedoch in den ersten Jahren aus. 1811 wurde sein Bild Telemachus rescuing Antiope in die Galerie der Academy aufgenommen, doch es wurde wenig beachtet. Bis 1816 arbeitete er stetig an seinem Stil und bekam auch langsam einen Namen in der Kunstszene. Um seine Kenntnisse der Kunst zu erweitern, beschloss Etty 1816 auf eine Reise nach Italien zu gehen. Von dieser kehrte er jedoch bereits nach drei Monaten zurück, ohne weiter in das Land gekommen zu sein als bis Florenz.

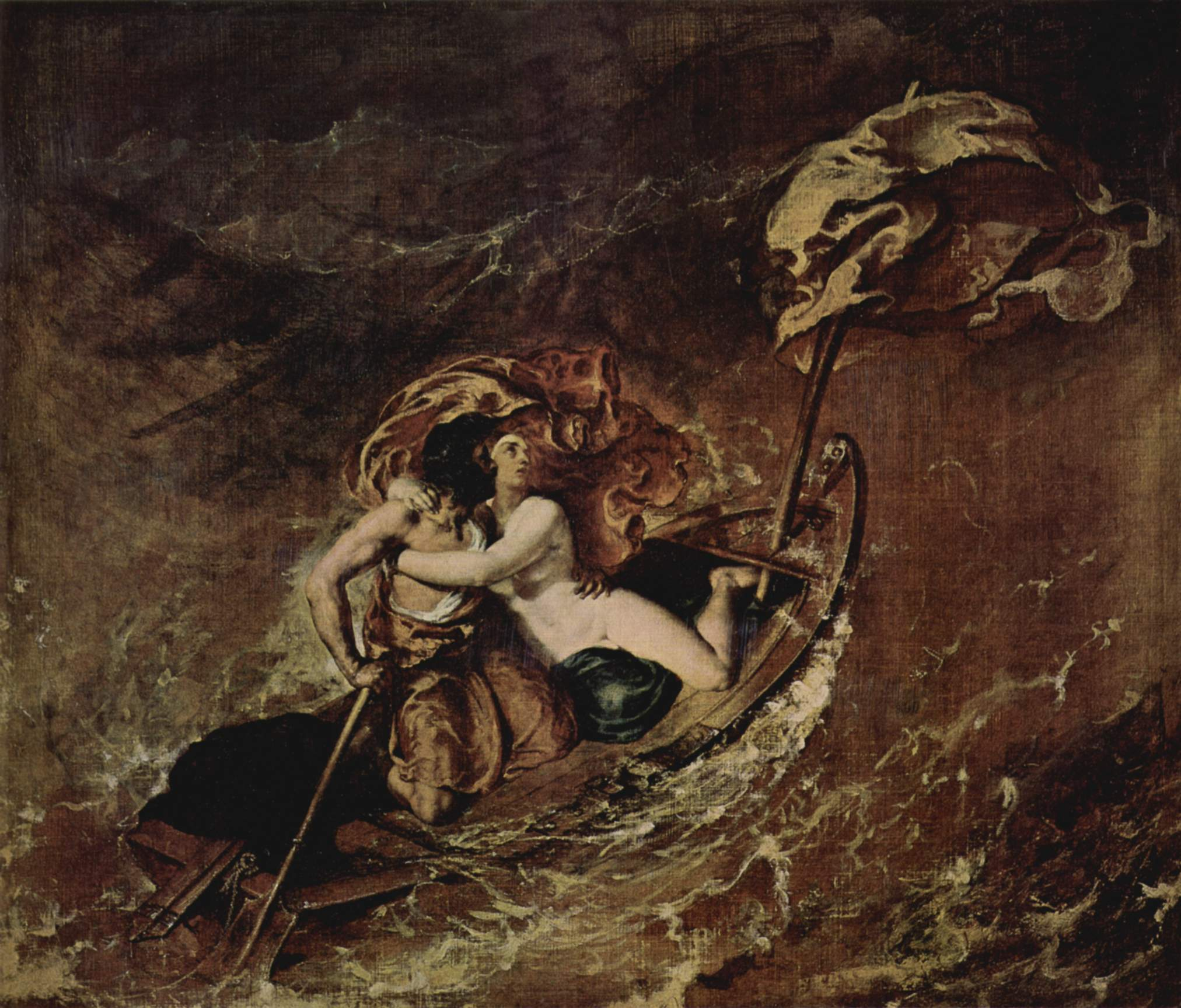
The Storm

1820 konnte er mit dem Bild Coral-finders, welches in der Royal Academy ausgestellt wurde, einige Aufmerksamkeit auf sein Werk ziehen, verstärkt noch durch Cleopatra’s arrival in Cilicia im folgenden Jahr. Von 1822 bis 1824 bereiste er verschiedene europäische Städte, darunter Paris, Florenz, Rom und Venedig. Auf der Reise kopierte er Werke im Pariser Louvre und in anderen Museen, vor allem von Tizian, Michelangelo, Raffael und Peter Paul Rubens und fertigte zahlreiche Studien mit nackten Frauen an, die später zum Hauptelement seiner historischen Bilder werden sollten. Dabei blieb er dem italienischen Stil, vor allem dem venetianischen, auch später noch treu.

### Erfolgsjahre

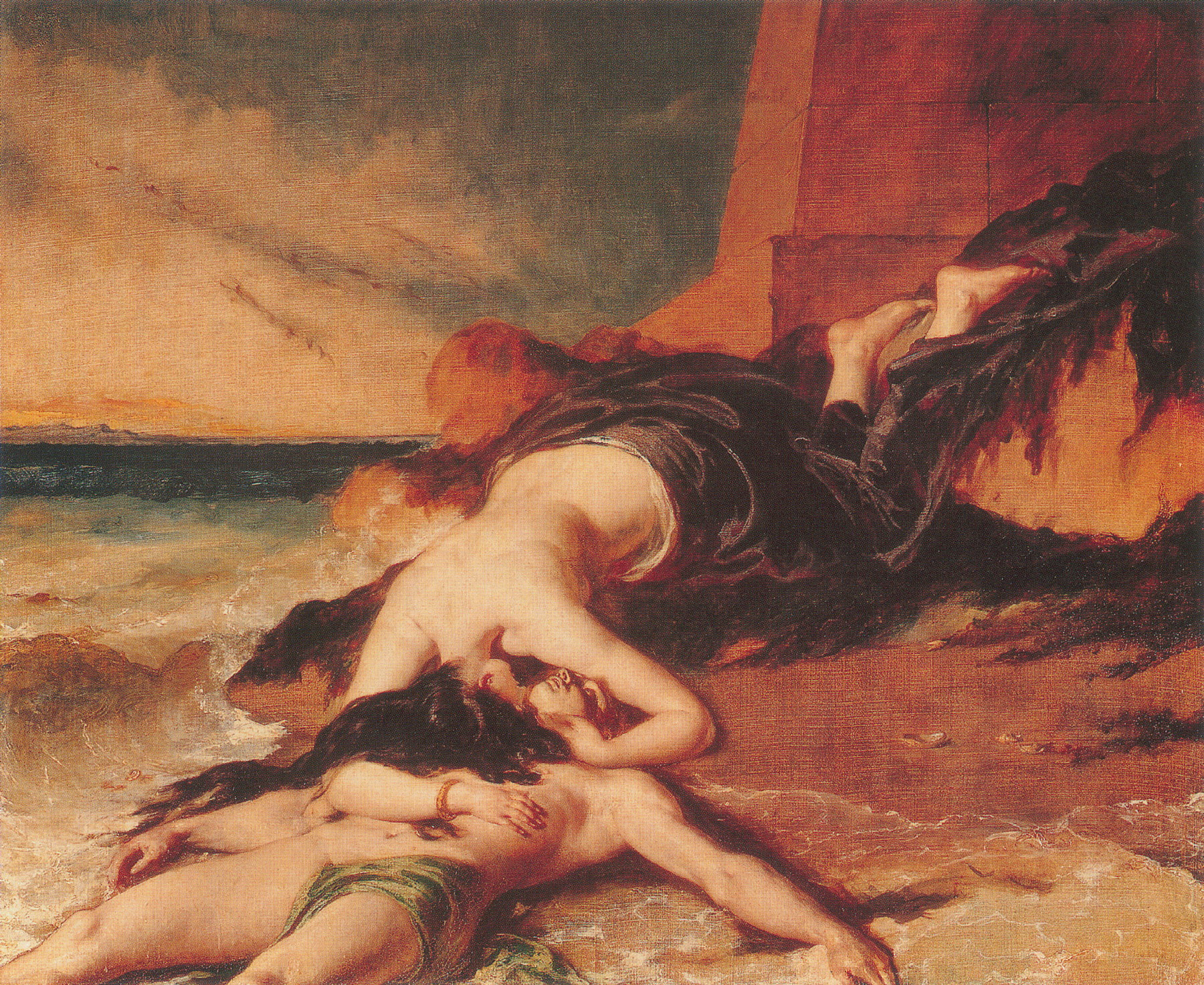
Hero and Leander 1828

1824 wurde Etty außerordentliches Mitglied der Royal Academy, vor allem aufgrund des Meisterwerks Pandora Crowned by the Seasons, welches ihm sein alter Lehrer Lawrence abkaufte. Kurz danach stellte Etty etwa 130 seiner Bilder in der Academy aus. In den folgenden Jahren schuf er mit The Combat eines seiner bekanntesten Bilder. 1828 wurde er ordentliches Mitglied und von diesem Zeitpunkt an hatte er einen stetigen und ununterbrochenen Erfolg mit seinen Bildern.
1830 trat er erneut eine Reise an, kam jedoch nur bis Paris, wo gerade die Julirevolution tobte. Er kehrte von hier auf dem schnellsten Weg zurück nach England. Während der folgenden zehn Jahre malte er konstant erfolgreiche Bilder und war zugleich ein aufmerksamer Lehrer an der Akademie. 1840 reiste er in die Niederlande, um die Meisterwerke von Rubens im Original in den Ausstellungen der Kirchen und öffentlichen Museen zu betrachten. Nach Frankreich reiste er 1843 ein weiteres Mal, um Eindrücke für sein geplantes Werk Joan of Arc zu sammeln, welches später mit 2500 britischen Pfund sein teuerstes Werk wurde.
1848 kehrte William Etty zurück in seine Heimatstadt, um dort für den Rest seines Lebens zu leben. Im Sommer 1849 bekam er jedoch noch Gelegenheit, eine Einzelausstellung in der Royal Society of Arts zu arrangieren, bei der ein Großteil seiner Bilder ausgestellt wurde. Am 13. November desselben Jahres starb er in York.

## Galerie

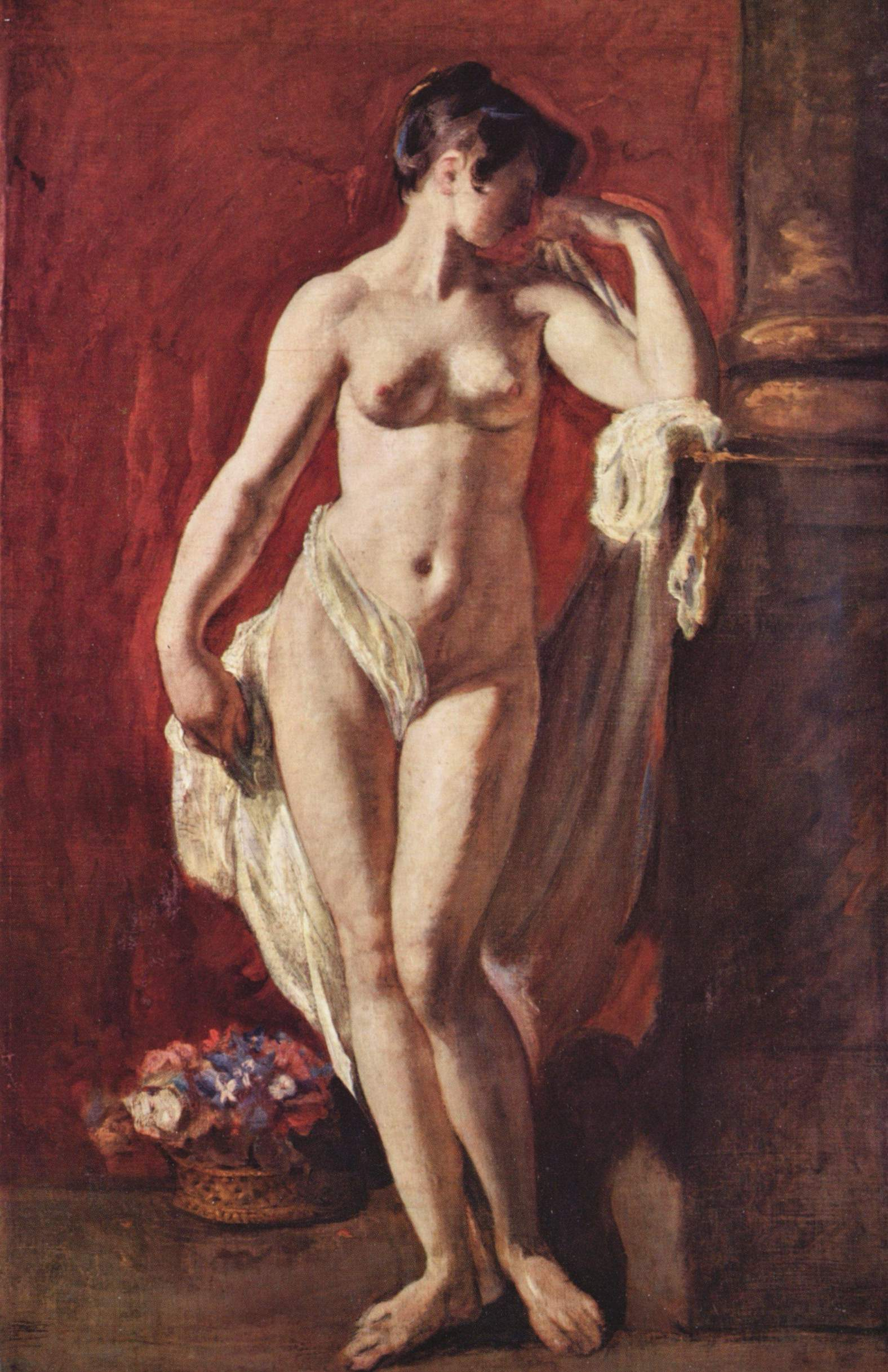
Akt
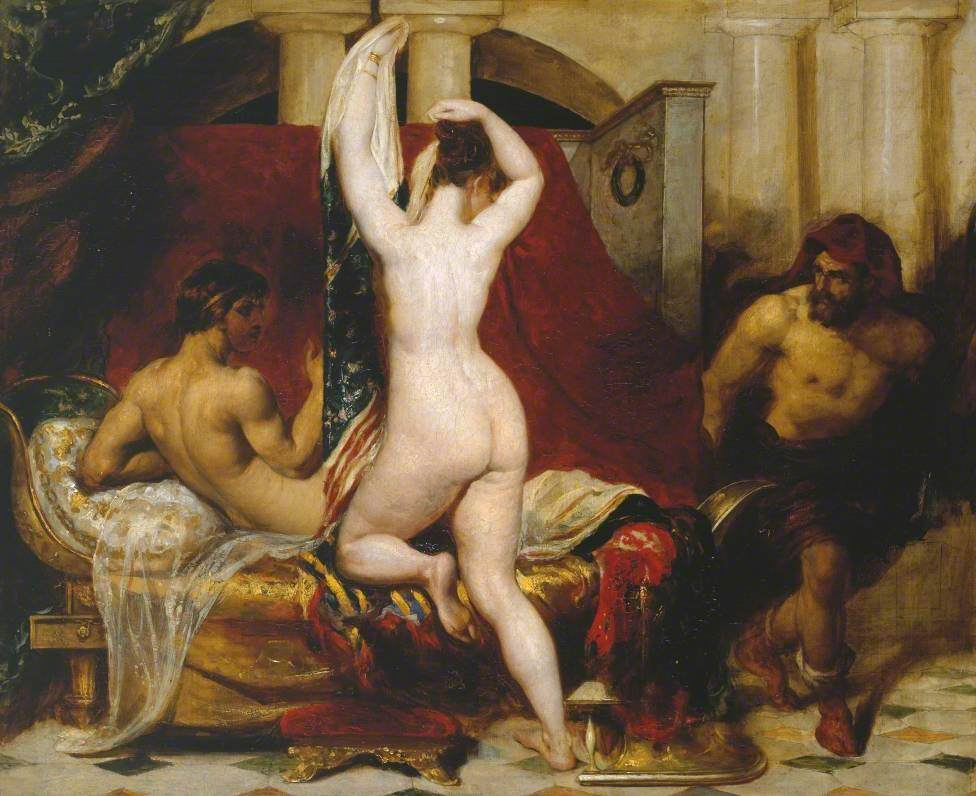
Kandaules, König von Lydien, zeigt seine nackte Frau dem versteckten Gyges
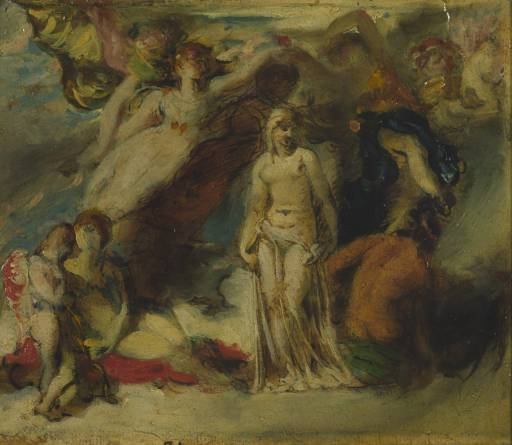
Studie der Pandora
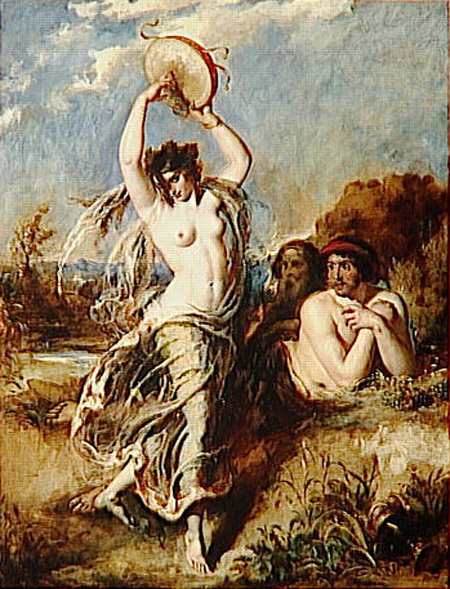
Bacchantin mit Tambourin
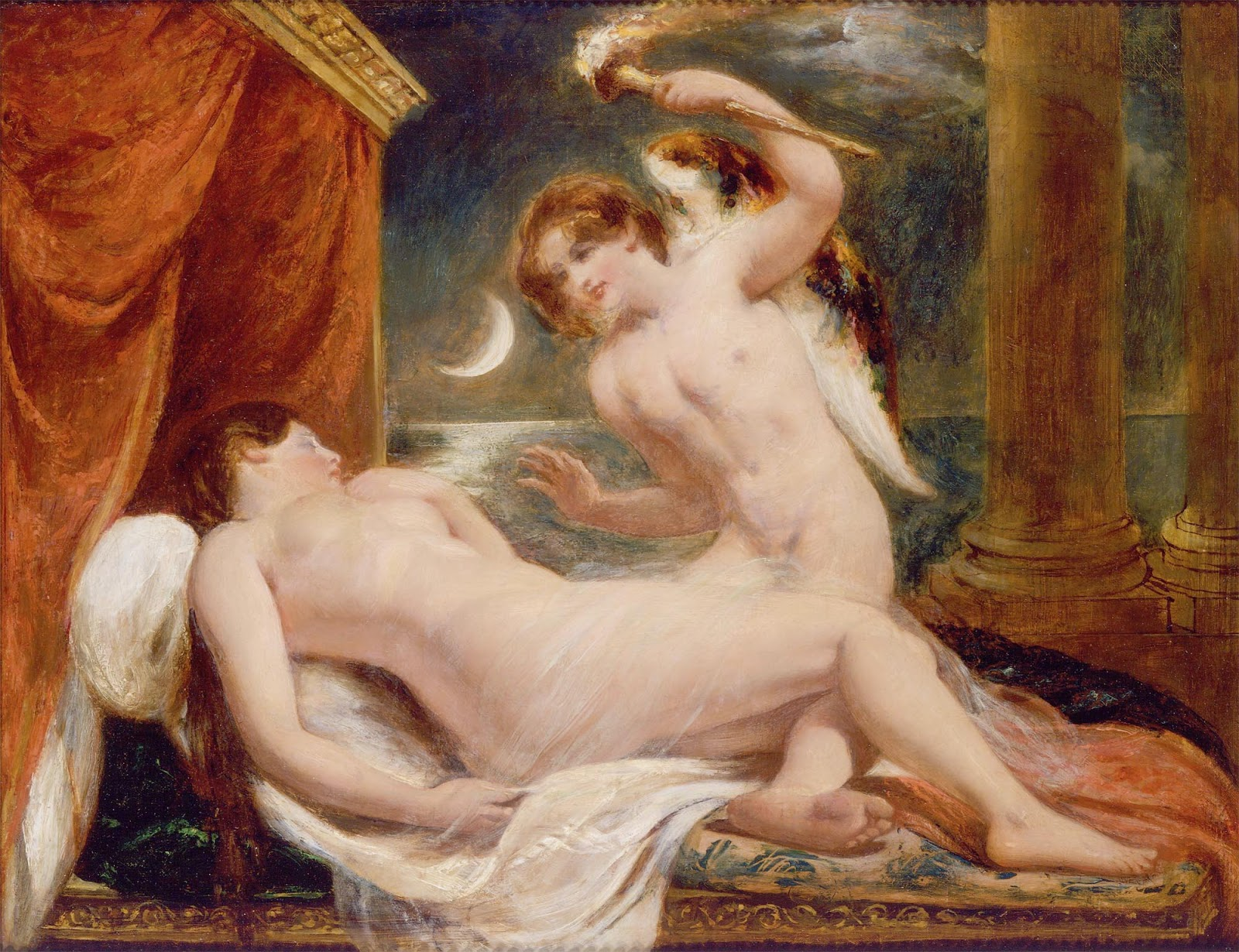
Amor und Psyche
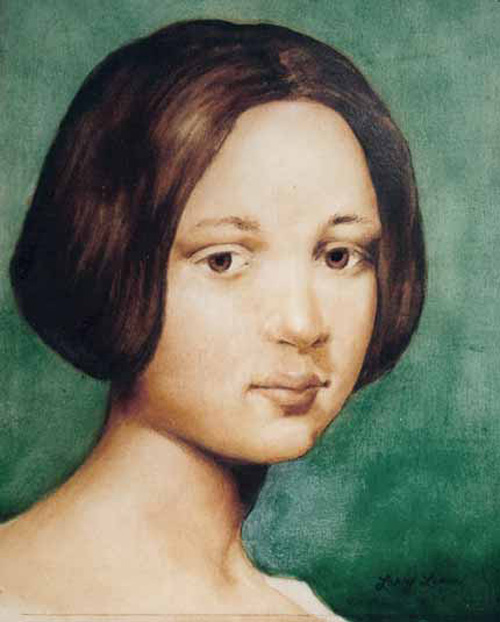
Mira